# Time After Time (singel)

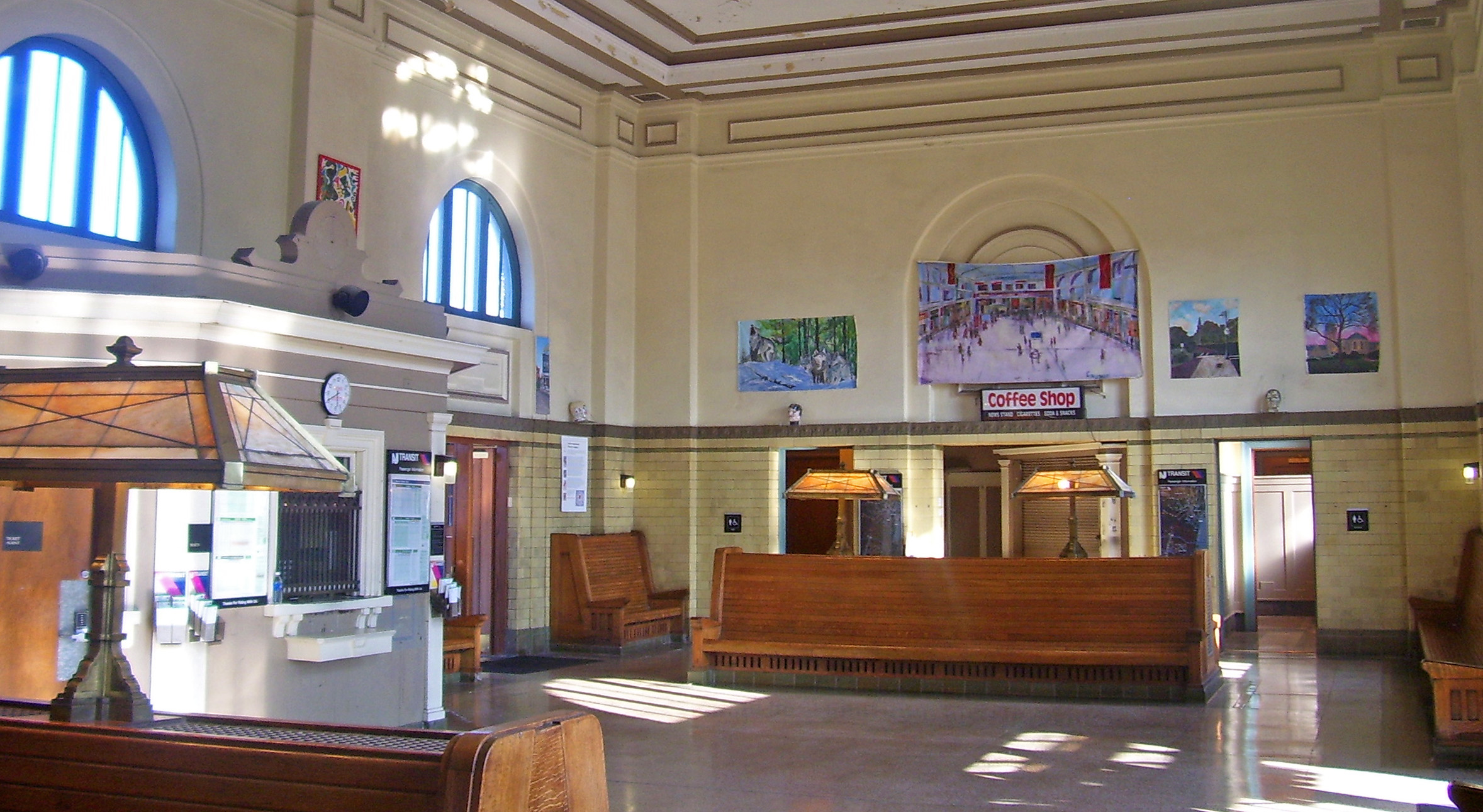
Wyreżyserowany przez Edda Grilesa wideoklip do utworu „Time After Time” powstawał m.in. na stacji kolejowej w Morristown (stan New Jersey).

Time After Time – piosenka autorstwa Cyndi Lauper i Roba Hymana zrealizowana na debiutancki album studyjny Lauper She’s So Unusual (1983). W 1984 wydano ją jako drugi singiel promujący tę płytę.
W 1985 utwór nominowano do nagrody Grammy w kategorii Song of the Year. Uznaje się go za klasyczną balladę z lat 80., na przestrzeni kolejnych dekad piosenka stała się przedmiotem coverów licznych artystów.

## Sprzedaż
| Kraj              | Certyfikat | Sprzedaż |
| ----------------- | ---------- | -------- |
| Wielka Brytania   | srebro     | 200 000  |
| Stany Zjednoczone | złoto      | 500 000  |

## Pozycje na listach przebojów
| Notowanie (1984)                            | Najwyższa pozycja |
| ------------------------------------------- | ----------------- |
| Australian ARIA Singles Chart               | 6                 |
| Ö3 Austria Top 40                           | 5                 |
| Canadian Singles Chart                      | 1                 |
| Casey's Top 40 Radio & Records              | 1                 |
| French Singles Chart                        | 9                 |
| German Singles Chart                        | 6                 |
| Holland Singles Chart                       | 5                 |
| Irish Singles Chart                         | 2                 |
| Italian FIMI Singles Chart                  | 5                 |
| Japan Hot 100                               | 60                |
| New Zealand RIANZ Singles Chart             | 7                 |
| Swedish Singles Chart                       | 10                |
| Swiss Singles Chart                         | 7                 |
| UK Singles Chart                            | 3                 |
| U.S. Billboard Hot 100                      | 1                 |
| U.S. Billboard Adult Contemporary           | 1                 |
| U.S. Hot Adult Contemporary Recurrents      | 25                |
| Notowanie (2006)                            | Najwyższa pozycja |
| U.S. Billboard Adult Contemporary           | 14                |
| U.S. Billboard Hot Canadian Digital Singles | 28                |

### Notowania końcoworoczne
| Kraj              | Notowanie           | Pozycja |
| ----------------- | ------------------- | ------- |
| Stany Zjednoczone | Billboard Year-End  | 17      |
| Wielka Brytania   | UK Year-End Singles | 25      |